# Valentina Teleguina
Pour les articles homonymes, voir Telegina.
Valentina Petrovna Teleguina (en russe : Валенти́на Петро́вна Теле́гина), née le 10 février 1915 (23 février 1915 dans le calendrier grégorien) à Novotcherkassk (Union soviétique) et morte le 4 octobre 1979 à Moscou, est une actrice soviétique et russe.

## Biographie
Valentina Teleguina naît le 23 février 1915 à Novotcherkassk, capitale des cosaques du Don (aujourd'hui dans l'oblast de Rostov).
En 1937, elle est diplômée de l'Institut des arts du spectacle de Leningrad, de l'atelier de Sergueï Guerassimov. À partir de 1937, elle est actrice au Théâtre Lensoviet de Léningrad puis, en 1940-1941 au théâtre de la Flotte de la  Baltique. Elle joue au cinéma à partir de 1934. Son premier grand rôle est celui de Motya Kotenkova dans le film Komsomolsk (1938) de Sergueï Guerassimov. Après la guerre, elle s'installe à Moscou.
En 1946, elle  devient actrice du Studio Gorki.
Le thème principal de l'art de l'actrice est l'incarnation du personnage de la femme russe dans toute sa diversité. Son travail est marqué par la chaleur, la fiabilité domestique, le naturel. 
Valentina Petrovna Teleguina meurt le 4 octobre 1979. Elle est enterrée à Moscou au cimetière Mitinskoe.

## Filmographie sélectionnée
- 1938 : Komsomolsk : Motya Kotenkova
- 1939 : L'Instituteur : Stepanida Ivanovna Laoutina
- 1939 : Membre du gouvernement (sous le nom de Praskovia Teleguina)
- 1942 : Le Secrétaire de district (ou Le Secrétaire de Raïkom et Les Partisans) : Daria
- 1947 : Le Printemps (en russe : Весна, Vesna) de Grigori Alexandrov : chercheuse
- 1947 : Le train va vers l'est : Pacha
- 1948 : La Graine précieuse : Varvara Stepanovna Kurochkina
- 1950 : Les Cosaques de Kouban : Avdotia Khristoforovna
- 1951 : Le Médecin de campagne : l'infirmière
- 1951 : Honneur sportif : Vetlouguina
- 1954 : La Mer glaciale : Terentievna
- 1954 : Championne du monde : tante Polia
- 1955 : Le Marin Tchijik : Avdotia Petrovna
- 1955 : Le Destin du batteur : tante Tania
- 1956 : Pavel Kortchaguine : la contrebandière
- 1957 : Cela s'est passé à Penkovo (Дело было в Пенькове) : Alevtina
- 1957 : La Maison où je vis : Klavdia Kondratievna Davydova
- 1959 : La Ballade du soldat : vieille femme camionneuse
- 1960 : Résurrection (Воскресение, Voskresenie) de Mikhail Schweitzer : Korabliova
- 1960 : Adieu, colombes : Maria Yefimovna
- 1961 : À la recherche du soleil : femme lisant une lettre
- 1964 : Les Vivants et les Morts : Koulikova
- 1964 : Le Conte du temps perdu : Avdotia Petrovna
- 1967 : Trois peupliers dans la rue Pliouchtchikha : Fedossia Ivanovna
- 1968 : Nous vivrons jusqu'à lundi : l'infirmière scolaire
- 1974 : Souviens-toi de ton nom : l'infirmière à l'hôpital
- 1975 : Un pas en avant : l'infirmière à l'hôpital
- 1979 : Le Déjeuner sur l'herbe : cuisinière dans un camp de pionniers

## Récompenses et distinctions
- Artiste émérite de la RSFSR (1961)[4]
- Artiste du peuple de la RSFSR (1974)[5]